# Paul Funk (Mathematiker)
Paul Georg Funk (* 14. April 1886 in Wien; † 3. Juni 1969 ebenda) war ein österreichischer Mathematiker, der sich mit Geometrie und Variationsrechnung beschäftigte.

## Leben und Wirken
Paul Funk war der Sohn eines stellvertretenden Bankdirektors und besuchte in Baden bei Wien und in Gmunden das Gymnasium. Er studierte Mathematik und Physik in Tübingen, Wien und Göttingen, wo er bei David Hilbert 1911 promoviert wurde (Über Flächen mit lauter geschlossenen geodätischen Linien). 1915 habilitierte er sich mit einer Arbeit über Kugelfunktionen an der Technischen Hochschule Prag, wo er 1921 außerordentlicher Professor und 1927 Professor wurde. Mit der Besetzung der Tschechoslowakei verlor er 1939 seine Stelle und wurde 1944 nach Theresienstadt deportiert, wo er 1945 befreit wurde. 1945 wurde er als Professor an die Technische Hochschule Wien berufen.
Als in den 1960er Jahren mehrfach versucht wurde, den Elektrotechniker Heinrich Sequenz als wirkliches Mitglied der Österreichischen Akademie der Wissenschaften zu wählen, legte Funk als Akademiemitglied beharrlich Eingaben und Bedenken dagegen ein.
Er wurde am Neustifter Friedhof bestattet.
Funk ist vor allem durch seine Arbeiten zur Variationsrechnung bekannt, über die er das Standardwerk Variationsrechnung und ihre Anwendung in Physik und Technik schrieb (Grundlehren der Mathematischen Wissenschaften, Springer-Verlag, 1962).

## Schriften
- Über Geometrien, bei denen die Geraden die Kürzesten sind, Mathematische Annalen, Band 101, 1929, S. 226–237